# Bisdom Reno
Het bisdom Reno (Latijn: Dioecesis Renensis; Engels: Diocese of Reno) is een van de twee rooms-katholieke bisdommen van de Amerikaanse staat Nevada. Het bisdom beslaat het noordelijke deel van die staat en heeft een oppervlakte van ruim 180.000 km². Het bisdom Reno werd opgericht in 1931 met de St. Thomas Aquinas Cathedral in Reno als kathedraal. In 2015 had het bisdom 28 parochies, zes onderwijsinstellingen, een ziekenhuis en 48 priesters, waarvan er tien gepensioneerd waren. De huidige bisschop is Daniel Henry Mueggenborg.
In 2014 was in totaal 16% van de 860.000 inwoners van het bisdom lid van de Rooms-Katholieke Kerk. Het bisdom Reno omvat de volgende counties: Churchill, Douglas, Elko, Eureka, Humboldt, Lander, Lyon, Mineral, Pershing, Storey en Washoe. Daarnaast is de onafhankelijke stad Carson City onderdeel van het bisdom.

## Geschiedenis
Het bisdom Reno werd opgericht op 27 maart 1931 door paus Pius XI. Kardinaal George Mundelein stelde de oprichting voor. Nadat hij door de staat was gegaan, verbaasde hij zich over het feit dat de staat nog geen eigen bisdom had. Het grondgebied van het bisdom Reno omvatte geheel Nevada en was met zijn oppervlakte van ruim 286.000 km² het grootste bisdom van de aaneengesloten staten. Het was het eerste bisdom dat volledig binnen de grenzen van Nevada lag en Nevada was daarmee de laatste van de aaneengesloten staten die een eigen bisdom kreeg. Het gebied maakte eerder deel uit van de bisdommen Sacramento en Salt Lake City. Thomas Kiely Gorman werd tot bisschop benoemd en de St. Thomas Aquinas Cathedral werd de kathedraal van het bisdom. De eerste priester die in Reno werd ingewijd, Thomas Collins, richtte een katholiek uitkeringsprogramma op en opende verschillende clubs voor de United Service Organizations in de staat. Iets meer dan twee jaar na de oprichting van het bisdom Reno werden de twee patroonheiligen bepaald, Onze-Lieve-Vrouwe ter Sneeuw en de Heilige Familie. In 1957 organiseerde het bisdom zijn eerste synode.
Het bisdom Reno werd op 13 oktober 1976 hernoemd naar bisdom Reno-Las Vegas (Dioecesis Renensis-Campensis). Op 21 maart 1995 werd het bisdom Reno-Las Vegas door paus Johannes Paulus II in tweeën gesplitst, waardoor het bisdom Reno bijna de helft van zijn gebied verloor. Het nieuwe bisdom dat bij de splitsing was ontstaan was het bisdom Las Vegas. De reden voor de splitsing was dat de Rooms-Katholieke Kerk in Nevada harder groeide dan in andere staten van de Verenigde Staten. Phillip Francis Straling werd de bisschop van het nieuwe bisdom Reno. Eind 2015 werd de tweede synode van het bisdom georganiseerd.

## Ledenaantallen en priesters
In de onderstaande tabel staan de ledenaantallen van de Rooms-Katholieke Kerk en het aantal priesters (inclusief gepensioneerde priesters) in het bisdom Reno op verschillende tijdstippen:
| Jaar                                         | Aantal leden | Percentage van totale bevolking | Aantal priesters |
| -------------------------------------------- | ------------ | ------------------------------- | ---------------- |
| 1950                                         | 23.100       | 18%                             | 48               |
| 1970                                         | 86.000       | 17%                             | 90               |
| 1980                                         | 111.000      | 17%                             | 97               |
| 1990                                         | 157.000      | 14%                             | 98               |
| In 1995 werd het bisdom in tweeën gesplitst. |              |                                 |                  |
| 2000                                         | 66.941       | 12%                             | 45               |
| 2010                                         | 132.982      | 16%                             | 50               |
| 2014                                         | 136.900      | 16%                             | 48               |

## Bisschoppen
1. Thomas Kiely Gorman (1931-1952)
2. Robert Joseph Dwyer (1952-1966)
3. Michael Joseph Green (1967-1974)
4. Norman Francis McFarland (1974-1986)
5. Daniel Francis Walsh (1986-1995)
6. Phillip Francis Straling (1995-2005)
7. Randolph Roque Calvo (2006-2021)
8. Daniel Henry Mueggenborg (2021-)[2]

## Parochies
Het bisdom Reno omvat vier decanaten met 28 parochies, namelijk:
- Decanaat Humboldt River
  - Sacred Heart (Carlin)
  - St. Brendan (Eureka)
  - St. John Bosco (Battle Mountain)
  - St. Joseph (Elko)
  - St. Paul (Winnemucca)
  - St. Thomas Aquinas (Wells)
- Decanaat Walker River
  - Holy Family (Yerington)
  - Our Lady of Perpetual Help (Hawthorne)
  - St. John the Baptist (Lovelock)
  - St. Patrick (Fallon)
  - St. Robert Bellarmine (Fernley)
- Decanaat Carson River
  - Corpus Christi (Carson City)
  - Our Lady of Tahoe (Zephyr Cove)
  - St. Ann (Dayton)
  - St. Gall (Gardnerville)
  - St. Mary's in the Mountains (Virginia City)
  - St. Teresa of Avila (Carson City)
- Decanaat Truckee River
  - Holy Cross (Sparks)
  - Immaculate Conception (Sparks)
  - Our Lady of the Snows (Reno)
  - Our Lady of Wisdom (Reno)
  - St. Albert the Great (Reno)
  - St. Francis of Assisi (Incline Village)
  - St. Michael (Reno)
  - St. Peter Canisius (Sun Valley)
  - St. Rose of Lima (Reno)
  - St. Therese Church of the Little Flower (Reno)
  - St. Thomas Aquinas Cathedral (Reno)

## Scholen
Het bisdom Reno heeft zes onderwijsinstellingen, namelijk:
- Bishop Manogue Catholic High School (Reno)
- Holy Child Early Learning Center (Reno)
- Little Flower School (Reno)
- Our Lady of the Snows School (Reno)
- St. Albert the Great School (Reno)
- St. Teresa Avila School (Carson City)

Las Vegas (aartsbisdom) · Reno · Salt Lake City